# 贡戈吉
贡戈吉是巴西巴伊亚州的一个市镇。总面积198.305平方公里，总人口6827人，人口密度34.4人/平方公里。